# Schefflera actinophylla
Schefflera actinophylla, auch Großblättrige Schefflera, Regenschirmbaum oder Queensland-Strahlenaralie genannt, ist eine Pflanzenart aus der Gattung der Strahlenaralien (Schefflera) innerhalb der Familie der Araliengewächse (Araliaceae). Sie ist in den Regenwäldern von Queensland und des nördlichen Australien sowie in Neuguinea bis Java beheimatet. In einigen tropischen Ländern wird sie als invasive Pflanze betrachtet. Sie wird als robuste Zierpflanze für tropische Parks und Gärten verwendet und eignet sich als Zimmerpflanze.

## Beschreibung

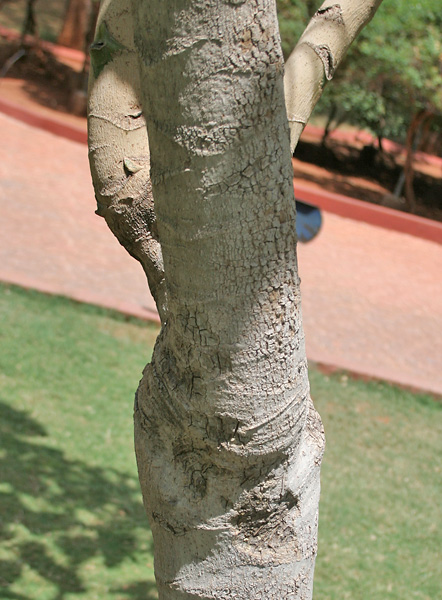
Stamm und Borke

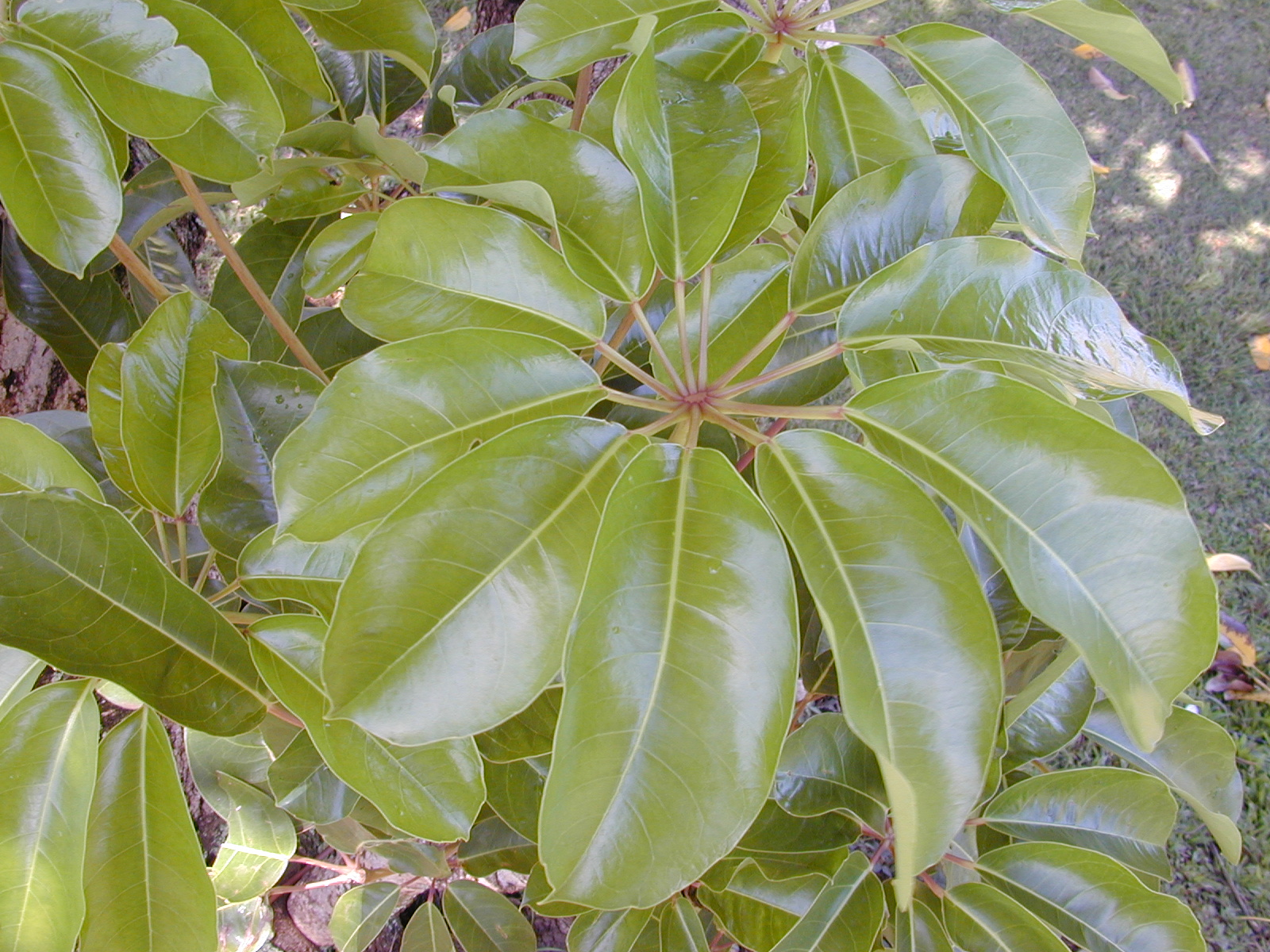
Handförmig zusammengesetztes Laubblatt

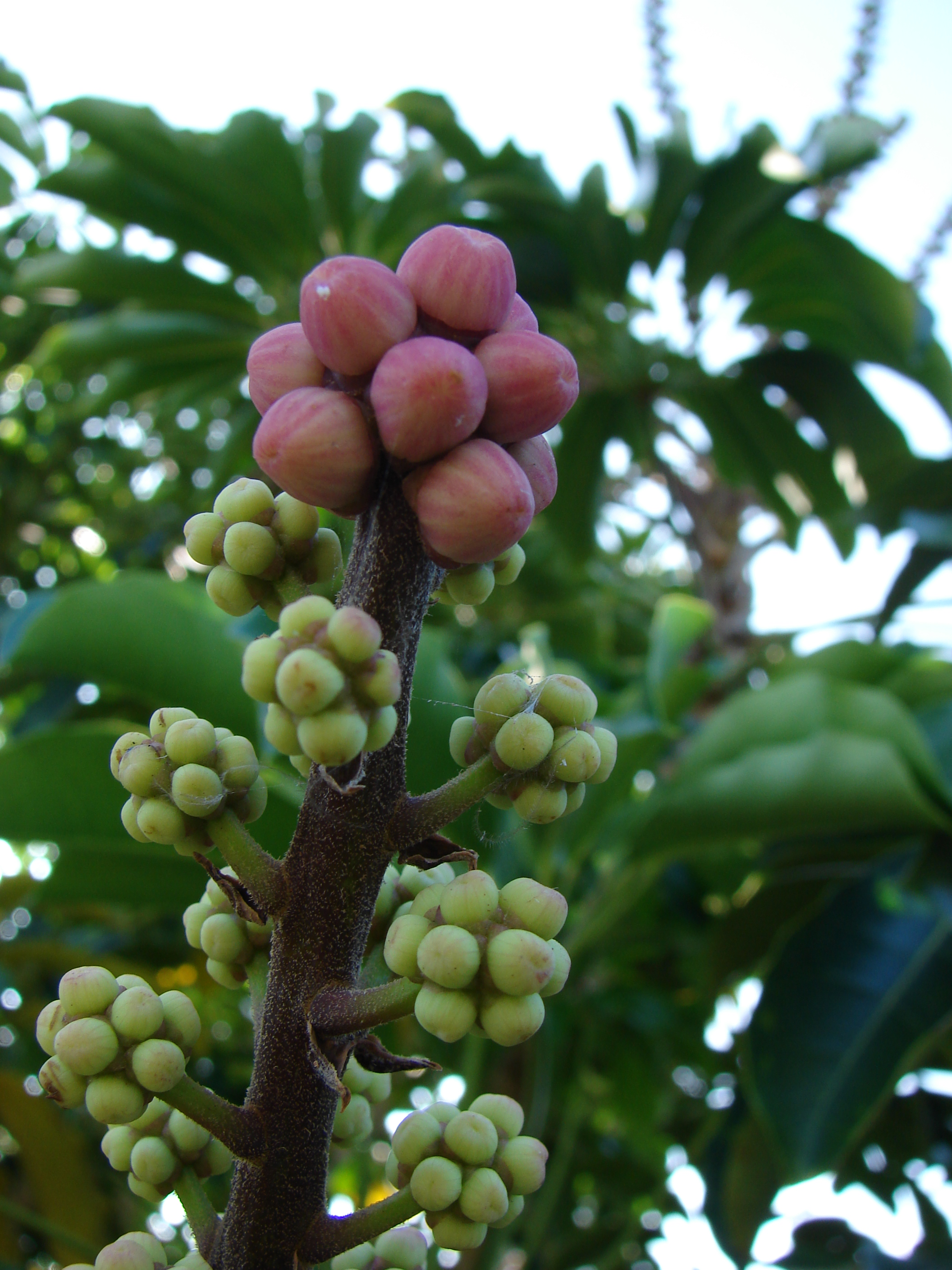
Ungeöffnete Blüten

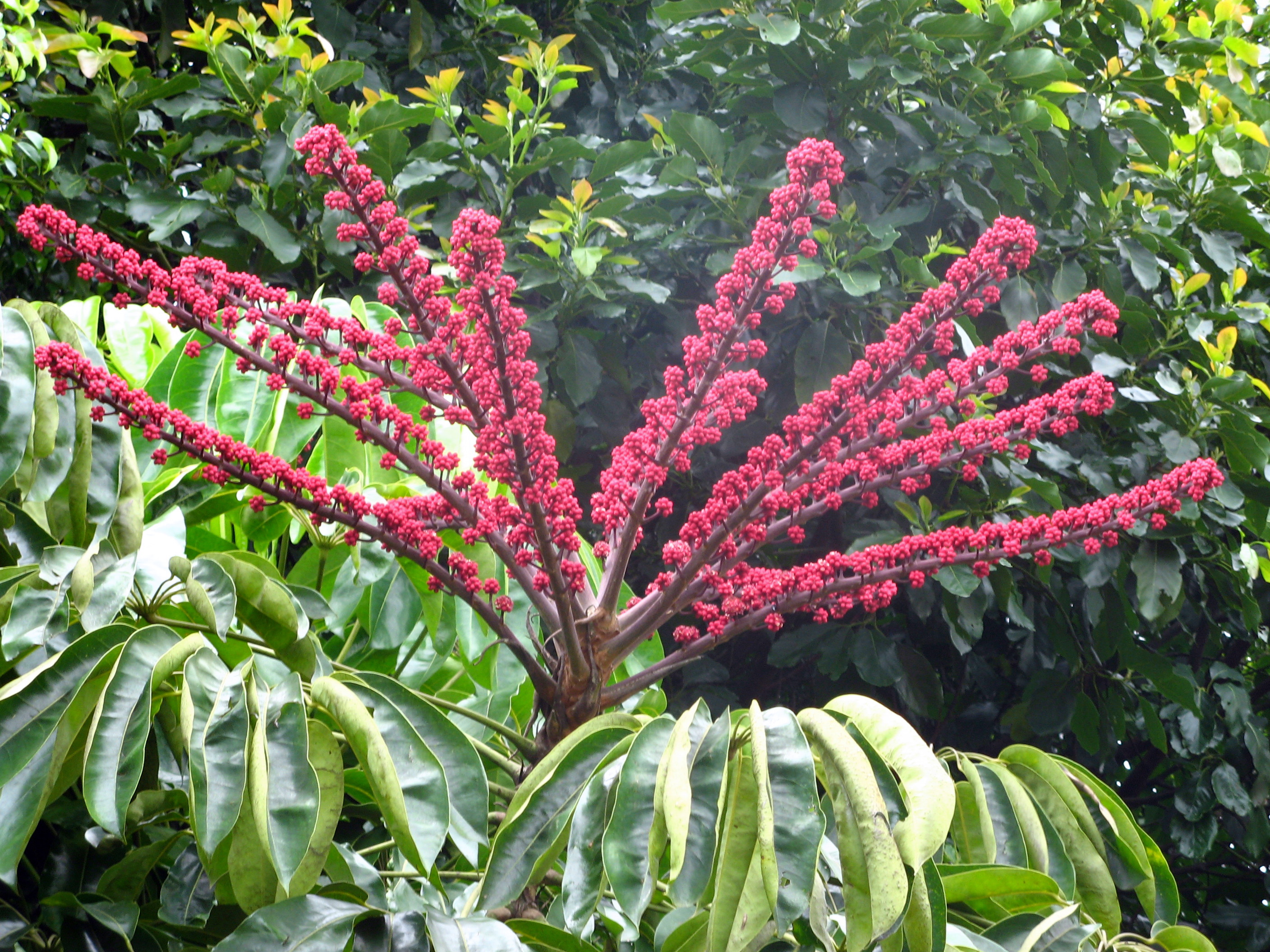
Blütenstände

### Erscheinungsbild und Blätter
Schefflera actinophylla wächst meist als immergrüner, schnellwüchsiger Baum, der meist mit mehreren Stämmen Wuchshöhen von 10 bis zu 15 Metern erreicht. Die oberirdischen Pflanzenteile sind kahl. Die Borke ist relativ glatt und bräunlich bis gräulich sowie teils leicht rissig. Seltener wächst sie als Epiphyte mit Luftwurzeln.
Die wechselständig und schraubig angeordneten Laubblätter sind in Blattstiel und Blattspreite gegliedert. Der Blattstiel ist 15 bis 50 Zentimeter lang. Die handförmige Blattspreite ist zusammengesetzt. Die Laubblätter junger Exemplare sind meist dreiteilig, später fünfteilig; bei älteren Pflanzenexemplaren sind die Laubblätter 7- bis 16-teilig. Die 4 bis 8 Zentimeter lang gestielten, ledrigen, kahlen und dicklichen, bespitzten bis spitzen Blättchen sind bei einer Länge von 10 bis zu 30–40 Zentimetern und einer Breite von 4 bis 8 Zentimetern, verkehrt-eiförmig mit meist ganzem, seltener teils spitziggesägtem Rand. Oft sind in einem Blatt neben den großen Blättchen auch wenige kleinere enthalten. Die 2 bis zu 5 Zentimeter langen Nebenblätter sind median, axillar verwachsen.

### Blütenstand, Blüten und Früchte
An der Spitze des Baumes befinden sich zu mehreren (10–20), doldig gebüschelt, über einem dicken Blütenstandsschaft, an langen, eilanzettlichen Tragblättern, die aufrechten und bis zu 50–80 Zentimeter langen, endständigen, rispigen Gesamtblütenstände mit dicker, steifer Rhachis, die sich aus vielen kleinen kugeligen, dickgestielten und roten, etwa 20–25 Millimeter großen, 10–12-blütigen Teilblütenständen (Köpfchen) zusammensetzen. Sie ähneln Tintenfischtentakeln. Die Tragblätter der Köpfchen sind nebenblattartig. Es sind keine Blütenstiele vorhanden.
Die zwittrigen, sitzenden, duftenden Blüten sind radiärsymmetrisch und fünfzählig mit doppelter Blütenhülle. Es sind drei Deckblätter an den Blüten vorhanden. Die kleinen, ringförmig verwachsenen Kelchblätter sind bis etwa 0,3 Millimeter lang und stumpf. Es sind 7 bis 18, aber meist 12 außen rote, innen weißliche, bis 5 Millimeter lange, kalyptrate, klappige und dickliche Kronblätter vorhanden. Es sind 7 bis 18, aber meist 12 kurze, freie Staubblätter vorhanden. Der mehrkammerige Fruchtknoten ist halbunterständig, mit fast sitzender Narbe auf einem flachen, scheibenförmigen Stylopodium. Es ist ein Diskus vorhanden.
Die bei Reife dunkelroten bis purpurfarbenen, mehrsamigen Steinfrüchte (Scheinfrucht) sind 6 bis 12 Millimeter groß und schwach gerippt, mit beständigem Narbenrest und fleischigem Blütenbecher. Die flachen (10–12) Samen (Steinkerne) sind halbmondförmig und etwa 6 Millimeter lang.

### Ökologie
Die generative Vermehrung findet in der Natur über die Früchte statt, die von Fledermäusen oder Vögeln verteilt werden. Die vegetative Vermehrung kann in der Natur durch Absenker erfolgen, da auf der Erde aufliegende Zweige bewurzeln können.
Die fleischigen Steinfrüchte werden von vielen Vögeln und anderen Tieren, wie dem Rattenkänguru, dem Filander oder Flughund-Arten gefressen. Die Laubblätter sind die bevorzugte Speise des Bennett-Baumkängurus.

## Nutzung
Die Schefflera actinophylla wird als Zierpflanze in großen tropischen Gärten verwendet. Wenn sie ausgewachsen ist, bekommt sie im Sommer und frühen Herbst rote Blüten, die an den Spitzen der oberen Äste und an strahlenförmig angeordneten Blütenständen sitzen.
Schefflera actinophylla wird auch häufig als Zimmerpflanze verwendet. Sie gehört zum festen Sortiment für Hydrokulturpflanzen. Schefflera actinophylla wird oft mit der etwas zierlicheren Schefflera arboricola verwechselt.

## Systematik
Die Erstbeschreibung erfolgte 1839 unter dem Namen (Basionym) Brassaia actinophylla durch Stephan Ladislaus Endlicher in Novarum Stirpium Decades, 1, S. 89. Hermann August Theodor Harms stellte sie 1894 in Die Natürlichen Pflanzenfamilien, 3 (8), S. 36 in die Gattung Schefflera. Weitere Synonyme für Schefflera actinophylla (Endl.) Harms sind Aralia longipes W.Bull und Brassaia singaporensis Ridl.

## Belege
- Datenblatt bei der New South Wales Flora Online des National Herbarium of New South Wales.
- Datenblatt bei PIER = Pacific Island Ecosystems at Risk (engl.)
- Henri Alain Liogier: Descriptive Flora of Puerto Rico and Adjacent Islands. Vol. IV, 1995, ISBN 0-8477-2337-2, S. 76 ff.
- Gwen J. Harden: Flora of New South Wales. Band 3, UNSW Press, 1992, 2002, ISBN 0-86840-172-2, S. 87.
- Berthold Carl Seemann: Journal of Botany, British and Foreign. Vol. 2, Hardwicke, 1864, S. 242, online auf biodiversitylibrary.org.